# Odontaster mediterraneus
Odontaster mediterraneus is een zeester uit de familie Odontasteridae.
De wetenschappelijke naam van de soort werd in 1893 gepubliceerd door Von Marenzeller.